# ベアトリス・マシリンギ
ベアトリス・マシリンギ（Beatrice Masilingi、2003年4月10日 - ）は、ナミビアの陸上競技選手。専門は短距離走。ザンベジ州カティマ・ムリロ出身。
マシリンギは生まれながらテストステロン値が高く、2019年に国際陸上競技連盟が導入したテストステロン値が高い女性の出場資格を制限する新規約により400mの種目に出場できないため、200mに出場している。
2021年の東京オリンピックの女子200mに出場した。予選、準決勝、決勝と順にタイムを上げていき、それぞれで自己ベストを更新する走りを見せ、6位入賞の結果を残した。予選の記録はナミビア国内記録であったが、この記録は同種目に共に出場し銀メダルを獲得したナミビア代表のクリスティン・ムボマによって、マシリンギの2組後のレースで更新された。

## 主な戦績
| 年   | 大会                   | 開催地     | 種目         | 順位              | 記録   | 備考     |
| ---- | ---------------------- | ---------- | ------------ | ----------------- | ------ | -------- |
| 2019 | アフリカ競技大会       | ラバト     | 200m         | 予選敗退          | 棄権   |          |
| 2019 | アフリカ競技大会       | ラバト     | 400m         | 7位               | 52秒56 |          |
| 2019 | アフリカ競技大会       | ラバト     | 4×100mリレー | 4位               | 45秒55 |          |
| 2021 | オリンピック           | 東京       | 200m         | 6位               | 22秒28 | 自己記録 |
| 2022 | 世界陸上競技選手権大会 | ユージーン | 200m         | 準決勝敗退 (24位) | 24秒78 |          |

## 記録
| 種目 | 記録   | 年月日        | 場所     | 備考 |
| ---- | ------ | ------------- | -------- | ---- |
| 100m | 11秒20 | 2021年8月18日 | ナイロビ |      |
| 200m | 22秒18 | 2021年8月21日 | ナイロビ |      |
| 400m | 49秒53 | 2021年4月11日 | ルサカ   |      |